# Monhegan
Monhegan è un'isola dell'Oceano Atlantico sita nel Golfo del Maine, a 22 km al largo della costa atlantica degli Stati Uniti d'America ed appartenente alla contea di Lincoln nello stato del Maine. Essa contava, al censimento del 2000, 75 abitanti, concentrati nel centro abitato omonimo.
Insieme alla vicina isola (disabitata) di Manana, Monhegan è governata come plantation. Ad essa è possibile accedere tramite traghetto postale (non porta auto) da Boothbay Harbor, New Harbor e Port Clyde. Nel 1966 è stata classificata come National Natural Landmark, per la sua flora interna e costiera.

## Storia
Il nome Monhegan deriva da Monchiggon, termine algonchino che sta per terra sul mare. Essa venne visita dagli esploratori europei Martin Pring, nel 1603, Samuel de Champlain, nel 1604, George Weymouth, nel 1605, e il comandante John Smith nel 1614. L'isola divenne una base di pesca prima dell'insediamento della Colonia di Plymouth. I merluzzi venivano pescati nelle acque del Golfo del Maine, ricche di questo pesce, quindi essiccati e successivamente imbarcati per l'Europa. Inoltre venne costituito un centro per commerciare con gl'indiani locali, in particolare per il lucrativo commercio delle pellicce. 
Furono i commercianti di Monhegan che insegnarono l'inglese ai samoset, gli stessi che sorpresero i Padri Pellegrini di Plymouth entrando fisicamente nel loro nuovo villaggio dicendo loro: «Welcome, Englishmen.» (cioè: «Benvenuti, Inglesi!»
Il 29 aprile 1717 Monhegan fu "visitata" dai pirati della nave Anne. Questa era stata originariamente catturata al largo dei Capi Virginia in aprile dal pirata Samuel Bellamy, sulla Whydah, che naufragò in una tempesta nella notte del 26 aprile 1717 al largo di Cape Cod. La Anne se la cavò durante la tempesta, insieme ad un'altra nave catturata, la Fisher, che tuttavia venne tosto abbandonata dai pirati che vi erano imbarcati e che si trasferirono sulla Anne. I pirati giunsero a Monhegan ed attesero la Whydah, non seapendo che questa era naufragata nella tempesta. Resisi conto infine della realtà, essi si misero ad attaccare navi presso l'isola Matinicus e Bristol. Essi adattarono ai loro scopi un piccolo sloop di 25 tonnellate, catturato presso Martinicus, già appartenuto al colonnello Stephen Minot. Essi abbandonarono tutte le loro altre navi (compresa la Anne) da loro catturate e gran parte dei loro prigionieri a Matinicus verso il 9 maggio 1717.
Nonostante il suo successo come centro di pesca e di commerci, Monhegan venne coinvolta nel conflitto fra la Nuova Inghilterra e la Nuova Francia per il controllo della regione. Durante la guerra di Re Filippo, coloni inglesi, che avevano perso le loro terre sul continente, trovarono accoglienza sull'isola, prima di essere risistemati lungo la costa. Durante la guerra di Re Guglielmo, nel 1689, l'isola cadde nelle mani dei francesi comandati da Jean-Vincent d'Abbadie, barone di Saint-Castin. Egli distrusse la flotta peschereccia e incendiò gli edifici e gli abitanti fuggirono nel Massachusetts. Ma anche durante il periodo in cui Monhegan rimase disabitata, il suo comodo porto in mare aperto rimase una tappa di destinazione temporanea delle navi.
La fine della guerra franco-indiana nel 1763 portò la pace nella zona e il 4 settembre 1839 Monhegan fu riconosciuta come plantation.
Nel 1824 un faro venne eretto sull'isola per ordine del Congresso e del Presidente James Monroe.
Danneggiato dalle tempeste, il faro venne rimpiazzato nel 1850 dall'attuale, una torre di granito alta 14,6 m, insieme ad un sistema di campane contro la nebbia nell'isola di Manana, nel 1855. I 400 ettari di ottima terra incoraggiarono l'agricoltura sull'isola, soprattutto la coltivazione di patate, ma la pesca rimase sempre la risorsa principale, che ancor oggi domina l'economia di Monhegan.
Dal 1º ottobre fino a giugno i pescatori raccolgono astici dall'unica area protetta per la loro riproduzione nel Maine.

### Colonia di artisti
Già dalla metà del XIX secolo Monhegan ospitava giovani artisti in cerca d'ispirazione e dal 1890 si può dire che vi si era stabilita una vera e propria colonia di artisti. I primi di una certa importanza, che vi si stabilirono già dal 1890 furono, William Henry Singer (1868–1943) and Martin Borgord (1869–1935), che lasciarono Monhegan per andare a studiare a Parigi presso l'Académie Julian nel 1901. Tra i molti che trovarono ispirazione sull'isola vi furono anche visitatiri estivi dalla New York School of Art e dall'Accademia di Belle Arti della Pennsylvania, quali Robert Henri, George Bellows, Edward Hopper e Rockwell Kent. Quali successivi appartenenti alla colonia di artisti dell'isola vi sono Reuben Tam, Abraham Bogdanove, Frances Kornbluth, Elena Jahn e Jamie Wyeth.
Le scogliere alte 50 m nella parte settentrionale dell'isola a Blackhead, sono un'immagine popolare presso gli artisti di Monhegan e sono state oggetto di dipinti di Kent, Hopper e Kornbluth:
- Blackhead, Monhegan, 1916-1919, by Edward Hopper (JPG), su ibiblio.org.
- Blackhead, Monhegan, 1950, by Rockwell Kent (JPG), su clubs.plattsburgh.edu. URL consultato il 7 novembre 2013 (archiviato dall'url originale il 16 luglio 2012).
- Ocean: A View of Blackhead, 1985, by Frances Kornbluth (JPG), su upload.wikimedia.org. URL consultato il 3 maggio 2019 (archiviato dall'url originale il 15 agosto 2014).

Oggi la Monhegan Artists' Residency Corporation (MARC) cerca di mantenere questa colonia di artisti offrendo loro alloggio a basso costo per invogliare artistic he diversamente non potrebbero permettersi di visitare l'isola.